# Philippe Erne
Philippe Erne (Vaduz, 14 dicembre 1986) è un ex calciatore liechtensteinese, di ruolo attaccante.

## Carriera

### Club
Durante la sua carriera ha giocato con varie squadre di club, tra cui il Vaduz, in cui già aveva giocato ed in cui è tornato nel 2011.

### Nazionale
Conta varie presenze con la nazionale liechtensteinese.